# Дем'янова уха
«Дем'янова уха» або «Дем'янова юшка» (рос. «Демьянова уха») — байка російського письменника Івана Крилова, що була написана 1813 року.

## Сюжет
Дем'ян зварив уху й запросив у гості свого сусіда Фоку, який наївшись досхочу, продовжував отримувати від господаря наполегливі пропозиції скуштувати ще ухи.

## Фразеологізм
Російський крилатий вислів «Дем'янова уха» означає ситуацію, коли комусь пропонують щось дуже нав'язливо, надмірно й проти волі.